# 김재화 (배우)
김재화(金才禾, 1980년 9월 1일 ~ )는 대한민국의 배우이다.

## 주요 이력
1999년 연극배우 첫 데뷔하였고 2002년 뮤지컬배우 데뷔하였으며 2004년 창극배우로도 데뷔한 그는 이후 수 년간 연극 무대에서 활동한 배우로서, 30세에 2009년 영화 《하모니》를 통해 데뷔하였으며 2012년 영화 《코리아》에서 중국인 탁구선수 덩야령 역을 완벽히 소화해 주목을 받았다.

## 학력
- 안양예술고등학교 연극영화과
- 중앙대학교 연극학 학사

## 출연작

### 드라마
- 2011년 SBS 주말 특별기획 드라마 《여인의 향기》 - 미쓰 리 역
- 2012년 MBC 일일시트콤 《엄마가 뭐길래》
- 2012년 KBS2 수목드라마 《세상 어디에도 없는 착한남자》 - 일본인 역
- 2013년 JTBC 수목드라마 《무정도시》 - 박은애 역
- 2014년 MBC 수목드라마 《앙큼한 돌싱녀》 - 오방순 역
- 2014년 JTBC 주말연속극 《12년만의 재회: 달래 된, 장국》 - 스튜어디스 역 (특별출연)
- 2014년 tvN  목요드라마 《잉여공주》 - 김우선 역
- 2015년 Netflix 오리지널 드라마 《센스 8》
- 2015년 JTBC 금토드라마 《디 데이 》 - 김현숙 역
- 2016년 KBS2 수목드라마 《함부로 애틋하게》 - 김봉숙 역
- 2016년 JTBC 금토드라마 《판타스틱》  - 조미선 역
- 2016년 SBS Plus 금요드라마 《유부녀의 탄생》 - 부동산중개인 / 웨딩플래너 / 가구판매원 역
- 2017년 KBS2 수목드라마 《김과장》  - 나희용 역
- 2017년 KBS2 단막극 《개인주의자 지영씨》  - 박간호사 역
- 2017년 KBS2 월화드라마 《란제리 소녀시대》 - 교련 역
- 2017년 KBS2 월화드라마 《마녀의 법정》 - 손미영 역
- 2018년 SBS 토요드라마 《시크릿 마더》  - 명화숙 역
- 2018년 tvN 주말드라마 《나인룸》 - 감미란 역
- 2018년 SBS 월화드라마 《복수가 돌아왔다》  - 강소정 역
- 2019년 tvN 금요드라마 《막돼먹은 영애씨 17》  - 김재화 역
- 2019년 tvN 금요드라마 《쌉니다 천리마마트》 - 정복동의 아내 역 (특별출연)
- 2019년 MBC 수목드라마  《어쩌다 발견한 하루》  - 미술 선생님 역
- 2020년 tvN 수목드라마 《오 마이 베이비》  - 심재화 역 (특별출연)
- 2020년 tvN 월화드라마 《산후조리원》 - 권영미 역 (6회 특별출연)
- 2020년 KBS2 단막극 《KBS 드라마 스페셜 - 나의 가해자에게》  - 부장교사 역
- 2020년 tvN 수목드라마 《여신강림》 - 음악 선생님 역
- 2020년 JTBC 수목드라마 《런 온》 - 염강순 (줄리) 역
- 2021년 tvN 단막극 《드라마 스테이지 - 산부인과로 가는 길》 - 한재숙 역
- 2022년 Disney+ 웹드라마 《키스 식스 센스》 - 조선희 역
- 2022년 JTBC 토일드라마 《클리닝 업》 - 맹수자 역
- 2022년 SBS 금토드라마 《왜 오수재인가》  - 조강자 역
- 2022년 KBS2 월화드라마 《법대로 사랑하라》 - 황금자 역
- 2022년 Watcha 오리지널 드라마 《사막의 왕》
- 2024년 SBS 금토드라마 《지옥에서 온 판사》 - 장명숙 역
- 2024년 JTBC 토일드라마 《옥씨부인전》 - 막심 역
- 2025년 MBC 금토드라마  《바니와 오빠들》  - 김현경 역

### 영화
- 《영숙이 Blues》 (2005년) - 박영숙 역
- 《하모니》 (2010년) - 권달녀 역
- 《황해》 (2010년) - 도문 호텔 가운녀 역
- 《퀵》 (2011년) - 폭주녀 역
- 《카운트다운》 (2011년) - 몸빼 역
- 《러브픽션》 (2012년) - 주희 역
- 《러브콜》 (2012년) - 지원 역
- 《코리아》 (2012년) - 덩야령 역
- 《공모자들》 (2012년) - 춘자 역
- 《롤러코스터》 (2013년) - 김활란 승무원 역
- 《신이 보낸 사람》 (2014년) - 보희 역
- 《소녀괴담》 (2014년) - 원피스귀신 역
- 《맨홀》 (2014년) - 사회복지사 역
- 《현기증》 (2014년) - 명자 역
- 《거인》 (2014년) - 박영재 모 역
- 《상의원》 (2014년) - 지밀상궁 역
- 《개를 훔치는 완벽한 방법》 (2014년) - 담임선생님 역
- 《허삼관》 (2015년) - 수원 제중의원 간호사 역
- 《내 심장을 쏴라》 (2015년) - 버킹엄공주 역
- 《장수상회》 (2015년) - 왕마담 역
- 《미안해 사랑해 고마워》 (2015년) - 최미연 역
- 《극적인 하룻밤》 (2015년) - 돌숙 역
- 《소공녀》 (2018년) - 최정미 역
- 《도어락》 (2018년) - 박 대리 역
- 《다운》 (2018년) - 경진 역
- 《우상》 (2019년) - 수련 역
- 《담보》 (20120) - 정 마담 역
- 《좀비크러쉬: 헤이리》 (2021년)
- 《괴기맨숀》 (2021년) - 여고생 모 역 (우정출연)
- 《액션히어로》 (2021년) - 차 교수 역
- 《모가디슈》 (2021년) - 조수진 역
- 《숏버스 이별행》 (2021년)
- 《싱크홀》 (2021년)
- 《연애 빠진 로맨스》 (2021년)
- 《싸나희 순정》 (2021년)
- 《윤시내가 사라졌다》 (2022년) - 백두리 / 가시내 역
- 《기기묘묘》 (2022년) - 화천댁 역
- 《길복순》 (2023년) - 철우 모 역
- 《익스트림 페스티벌》 (2023년) - 혜수 역
- 《밀수》 (2023년) - 돼지 엄마 역
- 《화사한 그녀》 (2023년) - 쿠미코 역
- 《그녀에게》 (2024년) - 상연 역
- 《베테랑 2》 (2024년) - 부티 사모 역

## 예능 프로그램
- 2018년 MBC 《진짜 사나이 300》 - 고정출연
- 2021년 SBS 《런닝맨》 - 게스트
- 2021년 tvN 《어쩌다 사장》 - 게스트
- 2021년 SBS 《골 때리는 그녀들》 - 고정출연

## 광고
- 2015년 귀뚜라미보일러 (with 오달수)
- 2022년 ~ 대교 눈높이
- 2022년 ~ 대원제약 뉴베인액

## 홍보대사
- 2021년 ~ 국립수목원 홍보대사

## 수상 및 후보
| 연도 | 시상식                      | 부문                                    | 작품             | 결과 |
| ---- | --------------------------- | --------------------------------------- | ---------------- | ---- |
| 2018 | MBC 방송연예대상            | 버라이어티부문 여자 우수상              | 진짜 사나이 300  | 수상 |
| 2018 | SBS 연기대상                | 여자 조연상                             | 시크릿 마더      | 후보 |
| 2022 | 제58회 백상예술대상         | 영화부문 여자 조연상                    | 모가디슈         | 후보 |
| 2022 | 제9회 들꽃영화상            | 조연상                                  | 액션히어로       | 수상 |
| 2022 | SBS 연기대상                | 베스트 팀조연상                         | 왜 오수재인가    | 후보 |
| 2024 | 제44회 한국영화평론가협회상 | 여우주연상                              | 그녀에게         | 수상 |
| 2024 | SBS 연기대상                | 미니시리즈 휴먼·판타지 부문 여자 조연상 | 지옥에서 온 판사 | 수상 |
| 2025 | 제61회 백상예술대상         | 방송부문 여자 조연상                    | 옥씨부인전       | 후보 |
| 2025 | 제23회 디렉터스 컷 시상식   | 올해의 여자배우상                       | 그녀에게         | 후보 |